# 南岗镇 (石家庄市)
南岗镇，原名北早现乡，是中华人民共和国河北省石家庄市正定县下辖的一个乡镇级行政单位。
2020年12月25日，撤销北早现乡，成立南岗镇。行政区划代码改为: 130123104。

## 行政区划
南岗镇下辖以下地区：
南岗村、北孙村、南早现村、北早现村、丰家庄村、小客村、东房头村、西房头村、东叩村、中叩村、戎家庄村、雕桥村、雕桥庄村、上水屯村、下水屯村、丰隆疃村、安谷村、平安屯村和平安村。